# Parafia Matki Bożej Szkaplerznej w Grzymalinie
Parafia Matki Bożej Szkaplerznej w Grzymalinie – parafia rzymskokatolicka w dekanacie Chojnów w diecezji legnickiej. Założona w 1985. Funkcję proboszcza pełni ks. Emanuel Brzostek.